# لوئیس امریک
لوئیس اِمِـریک (انگلیسی: Louis Emerick؛ زادهٔ ۱۰ ژوئن ۱۹۶۰) بازیگر اهل بریتانیا است. وی از سال ۱۹۸۲ میلادی تاکنون مشغول فعالیت بوده‌است.
از فیلم‌ها یا مجموعه‌های تلویزیونی که وی در آن‌ها نقش داشته‌است، می‌توان به کیک لایه‌ای، کونگ فیوری ۲، در انتهای دوران میانسالی، شهر هالبی، تلفات، شاهد خاموش، ترفندهای نو و خیابان کورونیشن اشاره نمود.